# William E. McVey

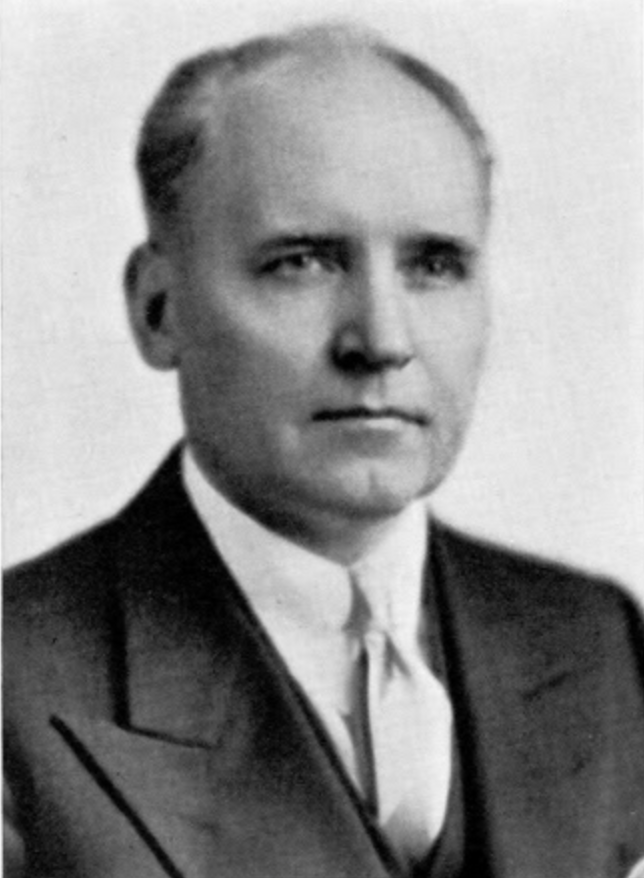
William E. McVey

William Estus McVey (* 13. Dezember 1885 im Clinton County, Ohio; † 10. August 1958 in Washington, D.C.) war ein US-amerikanischer Politiker. Zwischen 1951 und 1958 vertrat er den Bundesstaat Illinois im US-Repräsentantenhaus.

## Werdegang
William McVey wurde auf einer Farm in der Nähe der kleinen Ortschaft Lee’s Creek im südwestlichen Ohio geboren. Er besuchte die öffentlichen Schulen seiner Heimat. Zwischen 1908 und 1914 war er auf den Philippinen, die damals zu den Vereinigten Staaten gehörten, Abteilungsleiter im Bildungsministerium. Bis 1916 studierte er an der Ohio University und dann bis 1919 an der University of Chicago. Zwischen 1919 und 1947 war er in Harvey (Illinois) Leiter zweier Schulen. In den Jahren 1943 und 1944 fungierte er auch als Präsident der North Central Association of Colleges and Secondary Schools. In den Jahren 1948 bis 1950 lehrte er an der DePaul University Pädagogik. Er war auch Autor einiger Abhandlungen.
Politisch wurde McVey Mitglied der Republikanischen Partei. Bei den Kongresswahlen des Jahres 1950 wurde er im vierten Wahlbezirk von Illinois in das US-Repräsentantenhaus in Washington gewählt, wo er am 3. Januar 1951 die Nachfolge des Demokraten James V. Buckley antrat. Nach drei Wiederwahlen konnte er bis zu seinem Tod am 10. August 1958 im Kongress verbleiben. In diese Zeit fielen der Koreakrieg und der Beginn der Bürgerrechtsbewegung. Zum Zeitpunkt seines Todes war William McVey bereits für eine weitere Wiederwahl nominiert worden. Er wurde in Galesburg beigesetzt.